# J. B. Sumarlin

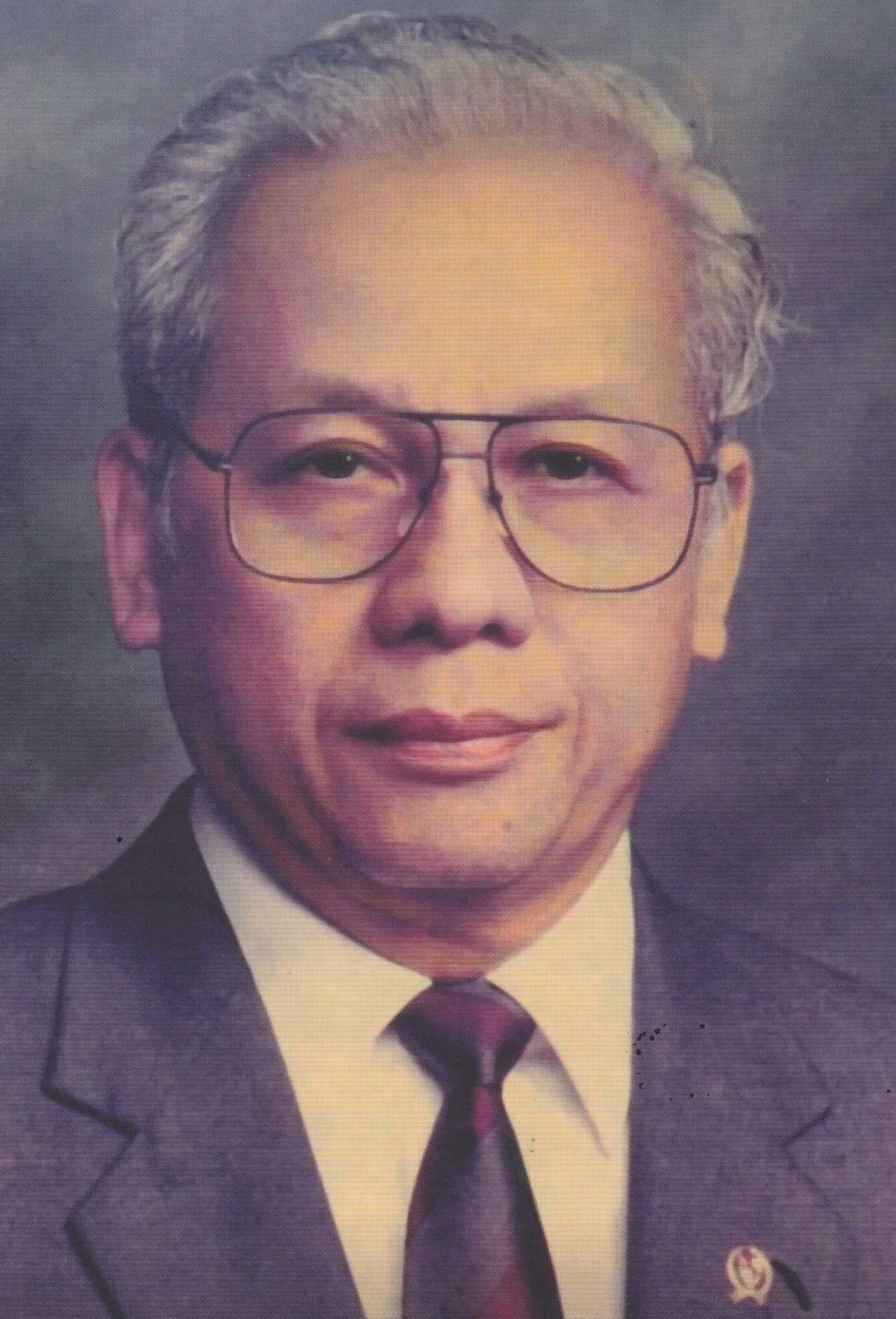
J. B. Sumarlin (1983)

Johannes Baptista Sumarlin (* 7. Dezember 1932 in Nglegok, Regierungsbezirk Blitar, Ostjava, Niederländisch-Indien; † 6. Februar 2020 in Jakarta) war ein indonesischer Wirtschaftswissenschaftler und Politiker, der unter anderem zwischen 1988 und 1993 Finanzminister war. Er spielte während der Verwaltung der Neuen Ordnung (Orde Baru) insbesondere im wirtschaftlichen Bereich von 1970 bis 1998 eine zentrale Rolle in der Wirtschafts- und Finanzpolitik. Er war einer der Architekten der indonesischen Wirtschaft, der vom langjährigen Leiter der Nationalen Agentur für Entwicklungsplanung und Koordinierenden Minister für Wirtschaft, Finanzen und Industrie Widjojo Nitisastro „erzogen“ wurde und auf den sich der langjährige, „Pak Harto“ genannte Staatspräsident Suharto „verließ“. Er erhielt die Auszeichnung als „Bester Finanzminister 1989“, eine vom Euromoney Magazine auf der Jahrestagung der Weltbank und des Internationalen Währungsfonds am 25. September 1989 in Washington, D.C. verliehene Auszeichnung.

## Leben

### Studium, Hochschullehrer und Abgeordneter

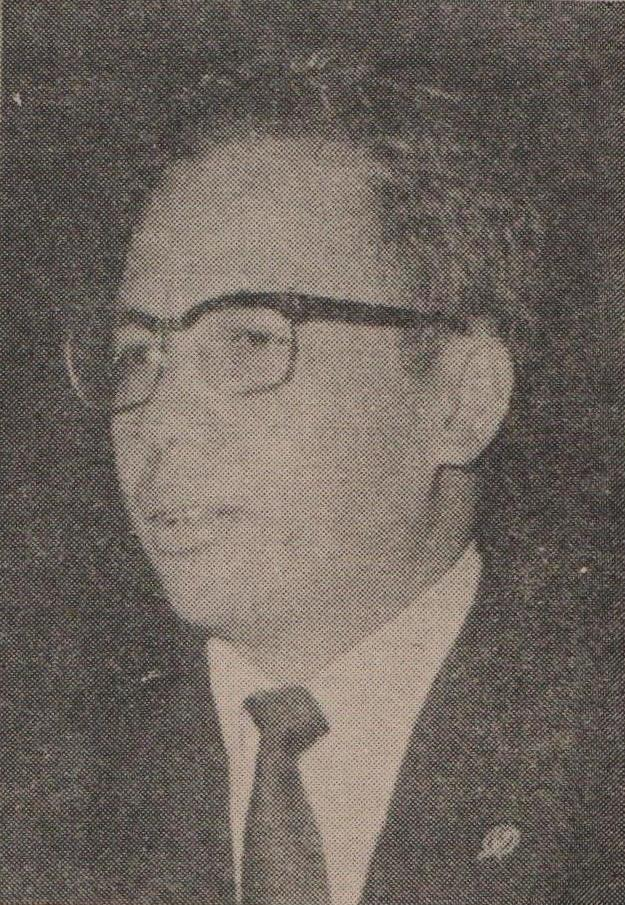
J. B. Sumarlin (1973)

Johannes Baptista Sumarlin, der katholischer Christ war, begann nach dem Besuch der Grundschule in Blitar, der Mittelschule in Kediri und Yogyakarta sowie der Oberschule (Sekolah Menengah Atas) in Yogyakarta und Jakarta 1952 ein Studium an der Fakultät für Wirtschaftswissenschaften der Universität Indonesia, das er 1958 beendete. Noch vor Abschluss des Studiums wurde er 1957 Assistenzdozent an der Fakultät für Wirtschaftswissenschaften FEUI (Fakultas Ekonomi dan Bisnis Universitas Indonesia) und absolvierte ein postgraduales Studium an der University of California, Berkeley, welches er 1960 mit einem Master of Arts (M.A.) beendete. Nach seiner Rückkehr wurde er 1960 Dozent an der FEUI und schloss 1968 an der University of Pittsburgh seine Promotion zum Doktor der Wirtschaftswissenschaften mit der Dissertation Some Aspects of Stabilization Policies and Their Institutional Problems. The Indonesian Case 1950–1960 ab. Im Anschluss übernahm er eine Professur an der Fakultät für Wirtschaftswissenschaften FEUI der Universität Indonesia.
Zu Beginn der 1970er übernahm J. B. Sumarlin neben seiner Lehr- und Forschungstätigkeit zudem Funktionen in der staatlichen Finanz- und Wirtschaftsverwaltung. Zunächst war er von 1970 bis 1973 Sekretär des Währungsrates (Dewan Moneter) sowie in Personalunion stellvertretender Leiter der Nationalen Agentur für Entwicklungsplanung BAPPENAS (Badan Perencanaan Pembangunan Nasional) für Finanz- und Währungsangelegenheiten. 1972 wurde er Mitglied der Beratenden Volksversammlung MPR (Majelis Permusyawaratan Rakyat), eine von zwei gewählten nationalen gesetzgebenden Versammlungen in Indonesien, und gehörte dieser bis 1988 an. Für seine Verdienste wurde er 1973 mit dem Bintang Mahaputera Adipradana ausgezeichnet.

### Staatsminister und Finanzminister

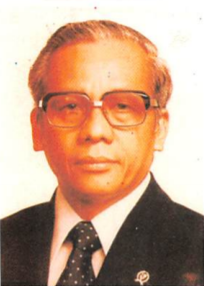
J. B. Sumarlin (1978)

Am 28. März 1973 löste er Emil Salim als Staatsminister für die Kontrolle des Staatsapparates (Menteri Negara Penertiban Aparatur Negara) ab und bekleidete dieses Amt zehn Jahre lang bis zu seiner Ablösung durch Saleh Afif am 19. März 1983. Gleichzeitig war er zwischen 1973 und 1982 Stellvertretender Leiter der BAPPENAS sowie als Nachfolger von Sumantri Brodjonegoro vom 18. Dezember 1973 bis zu seiner Ablösung durch Syarief Thayeb am 22. Januar 1974 kommissarischer Minister für Bildung und Kultur (Menteri Pendidikan dan Kebudayaan ad initerim). 1975 wurde ihm das Großkreuz des belgischen Ordens Leopolds II. verliehen. 1976 übernahm er außerdem von Ibnu Sutowo die Funktion als Konzessionsagentur für die Freihandelszone und den Freihafen von Batam (Badan Pengusahaan Kawasan Perdagangan Bebas dan Pelabuhan Bebas Batam) und hatte diese bis März 1978 inne, woraufhin Bacharuddin Jusuf Habibie sein Nachfolger wurde. Am 19. März 1983 wurde er im Range eines Staatsministers Nachfolger von Widjojo Nitisastros als Leiter der Nationalen Agentur für Entwicklungsplanung BAPPENAS und hatte dieses Amt bis zu seiner neuerlichen Ablösung durch Saleh Afif am 21. März 1988 inne. Nach dem Tode von Nugroho Notosusanto am 3. Juni 1985 war er bis zum 29. Juli 1985 erneut kommissarischer Minister für Bildung und Kultur und wurde dann von Fuad Hassan abgelöst.
Am 21. März 1988 übernahm J. B. Sumarlin im fünften Entwicklungskabinett (Kabinet Pembangunan V) von Präsident Suharta als Nachfolger von Radius Prawiro das Amt als Finanzminister (Menteri Keuangan) und bekleidete dieses bis zum 17. März 1993, woraufhin Mar’ie Muhammad ihn ablöste. Er erhielt die Auszeichnung als „Bester Finanzminister 1989“. Die Auszeichnung als „Finanzminister des Jahres 1989“ wurde vom Euromoney Magazine auf der Jahrestagung der Weltbank und des Internationalen Währungsfonds am 25. September 1989 in Washington, D.C. verliehen.
Am 11. August 1993 wurde er zum Nachfolger von M. Jusuf als Präsident des Rechnungshofes BPK (Badan Pemeriksa Keuangan) ernannt und verblieb in dieser Funktion bis zu seiner Ablösung durch Satrio Budihardjo Joedono am 8. Oktober 1998. Er war ferner unabhängiger Präsident der Kommission des Versicherers Asuransi Ramayana.
Aus seiner Ehe mit Theresia Yostiana Soedarmi gingen die Kinder Ignatius Widyantoko, Sylvia Efie Widyantari, Antonius Widyatma, Fransiskus Widyanata und Khristina Widyastuti hervor.

## Veröffentlichung
- Some Aspects of Stabilization Policies and Their Institutional Problems. The Indonesian Case 1950–1960, Dissertation, University of Pittsburgh 1968

## Hintergrundliteratur
- Bondan Winarno: J.B. Sumarlin, cabe rawit yang lahir di sawah, Penerbit Buku Kompas, Jakarta 2013